# 山形鉄道フラワー長井線
フラワー長井線（フラワーながいせん）は、山形県南陽市の赤湯駅から西置賜郡白鷹町の荒砥駅に至る山形鉄道が運営する鉄道路線。旧特定地方交通線の東日本旅客鉄道（JR東日本）長井線を引き継いだ路線である。名称の「フラワー長井線」は、沿線に花の名所が多いことからきている。

## 路線データ
- 管轄（事業種別）：山形鉄道（第一種鉄道事業者）
- 区間・路線距離（営業キロ）：赤湯 - 荒砥 30.5km
- 軌間：1,067mm
- 駅数：17駅（起終点駅含む）
- 複線区間：なし（全線単線）
- 電化区間：なし（全線非電化）
- 閉塞方式：自動閉塞式（特殊）
- 最高速度：85km/h[1]
- 運転指令所：荒砥運転所CTCセンター

## 運行形態
ワンマン運転（朝、夕、多客時は車掌同乗）の各駅停車が線内折り返し運転され、1 - 2時間に1本運行されている。ワンマン運転時は複数車両連結の運転であっても、乗車可能なのは進行方向側の先頭車両のみ。赤湯 - 荒砥間の所要時間は約1時間である。
今泉駅でJR米坂線、赤湯駅でJR山形線・山形新幹線との接続をそれぞれ図っている。米坂線小国・坂町方面と山形線山形・新庄方面の連絡は米沢接続に比べ、当線の今泉 - 赤湯間を通る方は運賃が安い上、接続がいい場合も多くある。

## 利用状況

### 輸送実績
フラワー長井線の近年の輸送実績を下表に記す。表中、輸送人員の単位は万人。輸送人員は年度での値。表中、最高値を赤色で、最高値を記録した年度以降の最低値を青色で、最高値を記録した年度以前の最低値を緑色で表記している。
| 年度別輸送実績     | 年度別輸送実績                  | 年度別輸送実績                  | 年度別輸送実績                  | 年度別輸送実績                  | 年度別輸送実績  | 年度別輸送実績 |
| 年度               | 輸送実績（乗車人員）：万人/年度 | 輸送実績（乗車人員）：万人/年度 | 輸送実績（乗車人員）：万人/年度 | 輸送実績（乗車人員）：万人/年度 | 輸送密度 人/1日 | 特記事項       |
| ------------------ | ------------------------------- | ------------------------------- | ------------------------------- | ------------------------------- | --------------- | -------------- |
| 年度               | 通勤定期                        | 通学定期                        | 定期外                          | 合計                            | 輸送密度 人/1日 | 特記事項       |
| 1988年（昭和63年） |                                 |                                 |                                 |                                 |                 |                |
| 1989年（平成元年） |                                 |                                 |                                 | 143.1                           |                 |                |
| 1990年（平成2年）  |                                 |                                 |                                 | 144.3                           |                 |                |
| 1991年（平成3年）  |                                 |                                 |                                 | 137.8                           |                 |                |
| 1992年（平成4年）  |                                 |                                 |                                 | 137.1                           |                 |                |
| 1993年（平成5年）  |                                 |                                 |                                 | 132.0                           |                 |                |
| 1994年（平成6年）  |                                 |                                 |                                 | 137.4                           |                 |                |
| 1995年（平成7年）  |                                 |                                 |                                 | 130.7                           |                 |                |
| 1996年（平成8年）  |                                 |                                 |                                 | 132.1                           |                 |                |
| 1997年（平成9年）  |                                 |                                 |                                 | 117.3                           |                 |                |
| 1998年（平成10年） |                                 |                                 |                                 | 114.1                           |                 |                |
| 1999年（平成11年） |                                 |                                 |                                 | 106.9                           |                 |                |
| 2000年（平成12年） |                                 |                                 |                                 | 99.5                            |                 |                |
| 2001年（平成13年） |                                 |                                 |                                 | 93.1                            |                 |                |
| 2002年（平成14年） |                                 |                                 |                                 | 91.7                            |                 |                |
| 2003年（平成15年） |                                 |                                 |                                 |                                 |                 |                |
| 2004年（平成16年） |                                 |                                 |                                 |                                 |                 |                |
| 2005年（平成17年） |                                 |                                 |                                 | 81.5                            |                 |                |
| 2006年（平成18年） |                                 |                                 |                                 | 77.4                            |                 |                |
| 2007年（平成19年） |                                 |                                 |                                 | 76.0                            |                 |                |
| 2008年（平成20年） |                                 |                                 |                                 |                                 |                 |                |
| 2009年（平成21年） | 1.7                             | 53.8                            | 16.7                            | 72.2                            | 660             |                |
| 2010年（平成22年） | 1.7                             | 51.9                            | 20.4                            | 74.0                            | 671             |                |
| 2011年（平成23年） |                                 |                                 |                                 |                                 |                 |                |
| 2012年（平成24年） | 2.1                             | 50.6                            | 17.9                            | 70.5                            | 641             |                |
| 2013年（平成25年） | 2.6                             | 44.9                            | 16.6                            | 64.1                            | 581             |                |
| 2014年（平成26年） | 2.6                             | 42.3                            | 16.6                            | 61.5                            | 555             |                |
| 2015年（平成27年） | 2.6                             | 42.6                            | 14.5                            | 59.7                            | 540             |                |
| 2016年（平成28年） | 2.5                             | 42.5                            | 13.6                            | 58.6                            | 533             |                |
| 2017年（平成29年） | 2.0                             | 42.2                            | 13.8                            | 58.0                            | 513             |                |
| 2018年（平成30年） | 2.5                             | 41.8                            | 13.5                            | 57.8                            | 526             |                |
| 2019年（令和元年） | 2.4                             | 38.0                            | 12.6                            | 53.0                            | 403             |                |
| 2020年（令和2年）  | 2.3                             | 27.5                            | 7.1                             | 36.9                            | 345             |                |

鉄道統計年報（国土交通省鉄道局監修）より抜粋

### 収入実績
フラワー長井線の近年の収入実績を下表に記す。表中、収入の単位は千円。数値は年度での値。表中、最高値を赤色で、最高値を記録した年度以降の最低値を青色で、最高値を記録した年度以前の最低値を緑色で表記している。
| 年度別収入実績     | 年度別収入実績          | 年度別収入実績          | 年度別収入実績          | 年度別収入実績          | 年度別収入実績      | 年度別収入実績      | 年度別収入実績     | 年度別収入実績     | 年度別収入実績 |
| 年 度              | 営業収益：千円/年度     | 営業収益：千円/年度     | 営業収益：千円/年度     | 営業収益：千円/年度     | 営業収益：千円/年度 | 営業収益：千円/年度 | 営業経費 千円/年度 | 営業損益 千円/年度 | 営業 係数      |
| 年 度              | 旅客運賃収入：千円/年度 | 旅客運賃収入：千円/年度 | 旅客運賃収入：千円/年度 | 旅客運賃収入：千円/年度 | 運輸雑収 千円/年度  | 総合計 千円/年度    | 営業経費 千円/年度 | 営業損益 千円/年度 | 営業 係数      |
| ------------------ | ----------------------- | ----------------------- | ----------------------- | ----------------------- | ------------------- | ------------------- | ------------------ | ------------------ | -------------- |
| 年 度              | 通勤定期                | 通学定期                | 定 期 外                | 合 計                   | 運輸雑収 千円/年度  | 総合計 千円/年度    | 営業経費 千円/年度 | 営業損益 千円/年度 | 営業 係数      |
| 1988年（昭和63年） |                         |                         |                         |                         |                     |                     |                    |                    |                |
| 1989年（平成元年） |                         |                         |                         |                         |                     |                     |                    |                    |                |
| 1990年（平成2年）  |                         |                         |                         |                         |                     |                     |                    |                    |                |
| 1991年（平成3年）  |                         |                         |                         |                         |                     |                     |                    |                    |                |
| 1992年（平成4年）  |                         |                         |                         |                         |                     |                     |                    |                    |                |
| 1993年（平成5年）  |                         |                         |                         |                         |                     |                     |                    |                    |                |
| 1994年（平成6年）  |                         |                         |                         |                         |                     |                     |                    |                    |                |
| 1995年（平成7年）  |                         |                         |                         |                         |                     |                     |                    |                    |                |
| 1996年（平成8年）  |                         |                         |                         |                         |                     |                     |                    |                    |                |
| 1997年（平成9年）  |                         |                         |                         |                         |                     |                     |                    |                    |                |
| 1998年（平成10年） |                         |                         |                         |                         |                     |                     |                    |                    |                |
| 1999年（平成11年） |                         |                         |                         |                         |                     |                     |                    |                    |                |
| 2000年（平成12年） |                         |                         |                         |                         |                     |                     |                    |                    |                |
| 2001年（平成13年） |                         |                         |                         |                         |                     |                     |                    |                    |                |
| 2002年（平成14年） |                         |                         |                         | 196,171                 | 3,933               | 200,104             | 336,106            | △136,001           | 167.9          |
| 2003年（平成15年） |                         |                         |                         | 181,239                 | 3,649               | 184,888             | 282,292            | △97,403            | 152.7          |
| 2004年（平成16年） |                         |                         |                         | 198,102                 | 4,279               | 202,382             | 266,308            | △63,925            | 131.6          |
| 2005年（平成17年） |                         |                         |                         | 182,747                 | 3,576               | 186,324             | 268,993            | △82,668            | 144.4          |
| 2006年（平成18年） |                         |                         |                         | 174,771                 | 3,831               | 178,603             | 264,616            | △86,013            | 148.2          |
| 2007年（平成19年） |                         |                         |                         |                         |                     |                     |                    |                    |                |
| 2008年（平成20年） |                         |                         |                         |                         |                     | 184,976             | 291,120            | △106,144           | 157.4          |
| 2009年（平成21年） | 3,391                   | 100,458                 | 62,158                  | 166,007                 | 14,585              | 180,592             | 292,535            | △111,943           | 162.0          |
| 2010年（平成22年） |                         |                         |                         | 181,073                 | 25,878              | 206,951             | 334,756            | △127,805           | 161.8          |

鉄道統計年報（国土交通省鉄道局監修）より抜粋

## 使用車両
- YR-880形

### 過去の使用車両
国鉄・JR時代は以下の車両が使用された。
蒸気機関車
- 600形
- 9600形

気動車
- キクハ45
- キハ17
- キハ22
- キハ28・キハ58
- キハ40・キハ48

### うさぎ駅長「もっちぃ」と「もっちぃ列車」
2010年8月、白ウサギの「もっちぃ」が宮内駅の駅長に就任した。2羽のウサギ「ぴーたー」と「てん」が駅員である。また助役は亀の「カメ吉」が務める。「てん」は2016年12月13日、「ぴーたー」は2017年4月11日、「もっちぃ」は2023年6月20日に死亡した。
山形鉄道では、これらのキャラクターをあしらったラッピング列車「もっちぃ列車」を2016年まで運行していた。
同社ネットショップでは「もっちぃ駅長」のグッズが販売されている。

## 歴史
置賜地方の交通改善のため、軽便鉄道法を準用して敷設された路線である。長井軽便線（ながいけいべんせん）として1913年に一部開業し、長井線と改称後の1922年に全通した。同年制定された改正鉄道敷設法には、荒砥から左沢線の左沢に至る鉄道（別表第25号、左荒線）が計画されたが、実現しなかった。国鉄再建法施行により1986年に第3次特定地方交通線に指定され、1987年に日本国有鉄道（国鉄）からJR東日本に承継された後、1988年に山形鉄道に転換された。
- 1913年（大正2年）10月26日：赤湯 - 梨郷間 (6.9km) が長井軽便線として開業、宮内町・梨郷の各駅を新設。
- 1914年（大正3年）11月15日：梨郷 - 長井間 (11.4km) が延伸開業、西大塚・今泉・時庭・長井の各駅を新設。
- 1922年（大正11年）
  - 9月2日：長井線と改称[7]。
  - 12月11日：長井 - 鮎貝間 (9.7km) が延伸開業、羽前成田・蚕桑・鮎貝の各駅を新設。
- 1923年（大正12年）4月22日：鮎貝 - 荒砥間 (2.6km) が延伸開業し全通、荒砥駅を新設。
- 1959年（昭和34年）6月1日：西宮内駅を新設。
- 1960年（昭和35年）5月20日：南長井駅を新設。
- 1981年（昭和56年）3月10日：長井 - 荒砥間の貨物営業を廃止。
- 1982年（昭和57年）11月15日：今泉 - 長井間の貨物営業を廃止[8]。
- 1986年（昭和61年）10月28日：第3次特定地方交通線として廃止承認[9]。
- 1987年（昭和62年）4月1日：国鉄分割民営化により東日本旅客鉄道が承継、赤湯 - 今泉間の貨物営業廃止により全線の貨物営業を廃止。
- 1988年（昭和63年）10月25日：長井線 (-30.6km) を廃止[10]。山形鉄道に移管され[10]、フラワー長井線 (30.5km) が開業、南陽市役所駅を新設、宮内町駅を宮内駅に、西宮内駅をおりはた駅に改称[11]。
- 1989年（平成元年）12月16日：白兎駅を新設[12]。
- 1993年（平成5年）3月18日：快速列車新設（停車駅は赤湯、宮内、今泉、長井、荒砥）[13]。
- 1995年（平成7年）
  - 11月22日：赤湯 - 宮内間特殊自動閉塞化[14]。
  - 12月：快速列車廃止[13]。
- 1996年（平成8年）10月10日：長井 - 荒砥間特殊自動閉塞化[14]。
- 1997年（平成9年）10月23日：宮内 - 長井間特殊自動閉塞化、同時に列車集中制御装置（CTC）導入[14]。
- 2002年（平成14年）6月9日：あやめ公園駅を新設。
- 2007年（平成19年）10月13日：四季の郷駅を新設。
- 2008年（平成20年） 明治期の貴重なダブルワーレントラス橋であることを理由に、最上川橋梁（通称荒砥鉄橋）が土木学会選奨土木遺産に選定[15]。
- 2014年（平成26年）
  - 7月10日：おりはた - 宮内間の橋梁の橋台付近の線路下土砂の洗掘により全線で運転見合わせ[16][17]。
  - 7月11日：長井 - 荒砥間で運転再開、赤湯 - 長井間でバス代行輸送開始[18]
  - 7月20日：赤湯 - 長井間で運転再開、19日限りでバス代行輸送終了[19]。
- 2015年（平成27年）7月4日：「ローカル線プロレス」と銘打ったイベントを初開催（ローカル線プロレス実行委員会主催、山形鉄道株式会社共催）[20][21]。みちのくプロレスなどの選手らが赤湯発長井行きの臨時列車に各駅から乗り込んで列車内で戦うロイヤルランブル形式のバトルロイヤル戦で、「車両や備品を壊さない」「乗客にけがをさせない」「列車を止めない」というルールで実施され、長井駅前特設会場でも試合が行われた。

## 駅一覧
- 全列車普通列車、すべての駅に停車
- 全駅山形県に所在
- *印は転換時（後）に設置された駅
- 線路…◇：列車交換可能、｜：列車交換不可

| 駅名          | 営業キロ | 営業キロ | 接続路線・備考                                 | 線路 | 所在地          |
| 駅名          | 駅間     | 累計     | 接続路線・備考                                 | 線路 | 所在地          |
| ------------- | -------- | -------- | ---------------------------------------------- | ---- | --------------- |
| 赤湯駅        | -        | 0.0      | 東日本旅客鉄道：山形新幹線・奥羽本線（山形線） | ｜   | 南陽市          |
| 南陽市役所駅* | 0.9      | 0.9      |                                                | ｜   | 南陽市          |
| 宮内駅        | 2.1      | 3.0      |                                                | ◇    | 南陽市          |
| おりはた駅    | 1.4      | 4.4      |                                                | ｜   | 南陽市          |
| 梨郷駅        | 2.4      | 6.8      |                                                | ｜   | 南陽市          |
| 西大塚駅      | 3.5      | 10.3     |                                                | ｜   | 東置賜郡 川西町 |
| 今泉駅        | 1.9      | 12.2     | 東日本旅客鉄道：米坂線                         | ◇    | 長井市          |
| 時庭駅        | 2.7      | 14.9     |                                                | ｜   | 長井市          |
| 南長井駅      | 2.4      | 17.3     |                                                | ｜   | 長井市          |
| 長井駅        | 1.0      | 18.3     | （山形鉄道本社所在駅）                         | ◇    | 長井市          |
| あやめ公園駅* | 0.8      | 19.1     |                                                | ｜   | 長井市          |
| 羽前成田駅    | 1.9      | 21.0     |                                                | ｜   | 長井市          |
| 白兎駅*       | 2.2      | 23.2     |                                                | ｜   | 長井市          |
| 蚕桑駅        | 1.4      | 24.6     |                                                | ｜   | 西置賜郡 白鷹町 |
| 鮎貝駅        | 3.3      | 27.9     |                                                | ｜   | 西置賜郡 白鷹町 |
| 四季の郷駅*   | 0.7      | 28.6     |                                                | ｜   | 西置賜郡 白鷹町 |
| 荒砥駅        | 1.9      | 30.5     | （車両基地所在駅）                             | ｜   | 西置賜郡 白鷹町 |